# 연안 전씨
연안 전씨(延安田氏)는 황해남도 연안군을 본관으로 하는 한국의 성씨이다. 시조 전가식(田可植)은 담양 전씨의 시조인 전득시(田得時)의 8세손이며, 조선에서 문과에 급제해 예조판서를 지냈으며 영의정에 추증되고 연안군에 봉해졌다.

## 참고 자료
- “연안전씨(延安田氏)”. 뿌리를 찾아서.[깨진 링크(과거 내용 찾기)]